# 薩利斯普林斯 (北達科他州)
薩利斯普林斯（英語：Sully Springs）是位於美國北達科他州比靈斯縣的非建制地區。

## 歷史
薩利斯普林斯的郵局於1909年設立，其後於1922年停運。

## 地理
薩利斯普林斯所處的海拔為高於海平面788米（即2585英呎），而該地所採用的時區為UTC-7，即北美山地时区（MST）。同時該地設有夏令時間，為UTC-7調快一小時，即UTC-6（MDT）。